# RBK Money
RBK.money (в прошлом — RUpay) — электронный платёжный сервис.

## История
Во времена, когда этот ресурс назывался RUpay, он принадлежал мариупольской порномафии (г. Мариуполь, ул. Кронштадтская, 11 (в здании детского садика)).
Платежный сервис был создан 7 октября 2002 года группой российских и украинских программистов во главе с Юрием Михайловичем Чайкой. Компания выпустила первый в СНГ полноценный электронный кошелек RUpay c функцией эмиссии электронных денежных средств и управлением через web-интерфейс. Клиенты системы могли совершать различные платежные операции в режиме реального времени: оплачивать мобильную, международную и междугороднюю связь, доступ в Интернет, IP-телефонию, кабельное телевидение, услуги ЖКХ, а также товары и услуги в российских Интернет-магазинах и других онлайн-сервисах.
Согласно исследованиям Cnews Analytics компания занимала около 5 % российского рынка Интернет-платежей, обслуживая более 250 000 российских интернет-пользователей и 6000 интернет-магазинов.
15 апреля 2008 информационный холдинг «РосБизнесКонсалтинг» (сейчас ПАО «РБК») объявил о покупке RUpay. «Rupay станет первой российской платежной системой, которая будет гармонично сочетать в себе востребованные в сфере Интернет-торговли электронные платежи и инновационные банковские продукты. Это позволит предложить пользователям системы одинаково успешно пользоваться сервисами Rupay как в сети Интернет, так и за ее пределами», — заявил председатель совета директоров РБК Герман Каплун.
Систему переименовали в RBK Money. Предыдущие владельцы и большинство руководителей ушли из компании. 
В 2009 году компания выпустила на рынок виртуальную платежную карту. Это был первый проект по эмиссии виртуальных карт международной платежной системы VISA на территории РФ.
В конце того же года было зарегистрировано юридическое лицо в UK — Direct Payment Limited. Позднее, в 2013 году была получена лицензия FCA. С этого момента началась международная экспансия платежного сервиса RBK Money, его выход на зарубежные рынки и оказание платежных услуг физическим и юридическим лицам на территории UK и Евросоюза.
В 2010 году у RBK Money появился новый акционер, после продажи группы РБК холдингу ОНЭКСИМ Михаила Прохорова. В этот год компания запустила финансовый маркетплейс для туристических агентств и операторов по поиску авиабилетов и туров с удобной оплатой в один клик, ставший первым в своем роде продуктом в мире. Но через 2 года проект был закрыт по причине отсутствия финансирования.
В июне 2012 года было зарегистрировано НКО «Электронная Платежная Система» Общество с ограниченной ответственностью — НКО «ЭПС», а в феврале 2013 года в связи с требованиями федерального закона название заменили на «Электронный Платежный Сервис». С 29 сентября 2012 года единственным лицом, осуществляющим расчеты платежного сервиса RBK Money на территории РФ является НКО «ЭПС» (Лицензия Банка России № 3509-К, выдана 11 февраля 2013 года).
20 января 2014 года Совет директоров холдинга РБК одобрил сделку по продаже Медиахолдингом РБК 99 % долей в небанковской кредитной организации «Электронный платежный сервис» (НКО «ЭПС») девяти физическим лицам из менеджмента НКО «ЭПС», а также компании EastBound Limited, которая является держателем 1 % акций оператора. Каждый из покупателей стал обладателем по 10 % в НКО, заплатив за свой пакет по 1,8 млн руб. Вся компания оценена в 18 млн руб.
В апреле 2014 года братья Бурлаковы приобрели 74 % акций сервиса, а в июле 2015 года выкупили остальные 26 % акций у Андрея Морозова (Eastbound Limited). В январе 2016 года сделка была закрыта.
В 2016 RBK Money вошел в ТОП-3 российских платежных сервисов по данным независимого рейтинга Tagline.
В июле 2018 RBK Мoney объявил о прекращении работы электронных кошельков для физических лиц в связи с закрытием устаревшей технологической платформы, через которую велась поддержка кошельков для физических лиц. Этим же летом бренд был изменен на RBK.money, а веб-сайты rbkmoney.ru и rbkmoney.com были закрыты, а платформа переехала на rbk.money.
В сентябре 2018 компания объявила о переходе на новую платформу. Разработанная система устойчива к нагрузкам, имеет гибкую микросервисную архитектуру и легко масштабируется для обработки любого числа транзакций. С технической точки зрения платформа RBK.money построена по принципу распределенной архитектуры (аналог blockchain), языковая оболочка обработки платежей написана на Erlang— языке телефонных коммутаторов, придуманном в компании Ericsson, имеет полностью открытый API.
20 марта 2020 года анонсировала открытие исходного кода своих платежных решений, таким образом предоставив первый в мире open-source платежный процессинг.
9 апреля 2021 года оператор RBK Money сдал лицензию Центральному Банку РФ.

## О компании
Платежный сервис представляет собой международную платформу для проведения онлайн оплаты различными способами, включая: банковские карты VISA и Mastercard, МИР, мобильные бесконтактные платежи Apple Pay, Google Pay и Samsung Pay, электронные деньги и кошельки, платежные терминалы, интернет-банкинг и другие. Все решения сервиса RBK.money спроектированы с учетом особенностей и требований онлайн отрасли, соответствуют законодательным нормам.
Сегодня под брендом RBK.money объединены компании, предоставляющие услуги по приему платежей по всему миру.
Оператором по переводу денежных средств в системе RBK.money выступает Небанковская кредитная организация «Электронный платежный сервис» (НКО «ЭПС»), имеющая лицензию Банка России. Direct Payment Limited обеспечивает работу на международной арене благодаря соответствию директиве PSD2, подтвержденной финансовой лицензией FCA UK.
В настоящее время[когда?] RBK.money  сотрудничает с более 30 000 интернет-предприятиями в 60 странах мира.

## Акционеры
Денис и Кирилл Бурлаковы, управленцы и предприниматели из инвестиционной сферы. Купили платежный сервис RBK.money в 2014 году.